# Pergalumna obsessa
Pergalumna obsessa är en kvalsterart som beskrevs av Subías 2004. Pergalumna obsessa ingår i släktet Pergalumna och familjen Galumnidae. Inga underarter finns listade i Catalogue of Life.